# 광주문화초등학교
광주문화초등학교는 대한민국 광주광역시 북구 두암동에 있는 공립 초등학교다.

## 학교 연혁
- 1970.02.02 설립 인가
- 1970.06.07 광주문화국민학교 개교(13학급)
- 1971.01.20 12개 교실 준공 효동국민학교에서 신교사로 이전
- 1985.03.01 58학급 인가. 영어 실험학교 시지정
- 1986.03.01 두암초등학교 분리 311명 (학구변경)
- 1988.03.04 무등초등학교 분리 311명 (학구변경)
- 1990.04.17 각화초등학교 분리 823명 (학구변경)
- 1991.03.01 65학급 인가
- 1996.03.01 광주문화초등학교로 교명 변경
- 2002.09.13 문화정구부(여자) 창단식
- 2005.03.01 특수학급 1학급 편성
- 2007.03.03 병설유치원 개원
- 2014.02.18 제44회 졸업식
- 2014.09.01 제17대 신수민 교장 부임
- 2015.02.17 제45회 졸업식
- 2024.3.1 김윤숙 교장 부임
- 2024.7.1 김동성 행정실장 부임
- 2025.3.1 병설유치원 휴원(원아수 미달) 차후 폐쇄예정

## 참고 자료
- 광주문화초등학교 - 한국교육학술정보원 학교알리미